# Leptometopa nilssoni
Leptometopa nilssoni är en tvåvingeart som beskrevs av Curtis W. Sabrosky 1987. Leptometopa nilssoni ingår i släktet Leptometopa och familjen sprickflugor. Inga underarter finns listade i Catalogue of Life.